# 광주시 (1973년 전남 선거구)
광주시는 대한민국의 옛 국회의원 선거구이다. 당시 전라남도 광주시 지역을 관할했다.

## 역사
대한민국 제9대 국회의원 선거를 앞두고 광주시 갑, 광주시 을 선거구가 광주시 선거구로 통합되면서 신설되었다.
1973년 7월 1일을 기해 전라남도 광주시 동구, 서구가 설치되었다. 이에 대한민국 제10대 국회의원 선거를 앞두고 광주시 동구·서구 선거구로 개편되었다.

## 역대 국회의원
| 선거   | 정당 | 정당       | 1위 의원 | 정당 | 정당       | 2위 의원 |
| ------ | ---- | ---------- | -------- | ---- | ---------- | -------- |
| 1973년 |      | 민주통일당 | 김녹영   |      | 민주공화당 | 박철     |

## 역대 선거 결과

### 대한민국 제9대 국회의원 선거
|  | 44.66% |

|  | 28.00% |

|  | 12.48% |

|  | 9.62% |

|  | 5.21% |